# Apanteles heterusiae
Apanteles heterusiae är en stekelart som beskrevs av Wilkinson 1928. Apanteles heterusiae ingår i släktet Apanteles och familjen bracksteklar. Inga underarter finns listade i Catalogue of Life.